# Леви-Монтальчини, Рита
Ри́та Ле́ви-Монтальчи́ни (итал. Rita Levi-Montalcini; 22 апреля 1909, Турин — 30 декабря 2012, Рим) — итальянский нейробиолог, лауреат Нобелевской премии по физиологии и медицине 1986 года, которую она получила вместе со Стэнли Коэном за открытие факторов роста, в частности, NGF. Пожизненный сенатор Итальянской республики.

## Биография
Рита Леви (в 1930-е годы вместе с сёстрами и братом изменила фамилию на Леви-Монтальчини) родилась 22 апреля 1909 года в Турине в еврейской сефардской семье, в которой была четвёртым ребёнком (вместе с её сестрой-близнецом Паолой). Её отец Адамо Леви (1867—1932) был инженером-электриком и математиком, его семья происходила из Казале-Монферрато; мать Аделе Монтальчини (1879—1963) — художницей из Асти.
После окончания медицинской школы в 1936 году Леви-Монтальчини стала ассистентом физиолога Джузеппе Леви (1872—1965), но вскоре после введения правительством Муссолини антисемитских законов, запрещавших евреям академическую и профессиональную карьеры, она была отстранена от работы. В 1943 году Леви-Монтальчини с семьёй бежала во Флоренцию и вернулась в Турин только после окончания военных действий.
C 1946 года работала в Университете Вашингтона в Сент-Луисе с Виктором Хамбургером, с 1951 года там — ассоциированный профессор зоологии, а с 1958 года — полный профессор.
В 1974 году стала членом EMBO.
Член Американской академии искусств и наук (1966) и Академии деи Линчеи, а также НАН США (1968), в которой стала десятой женщиной-членом за всю историю. В 1974 году, будучи атеисткой, стала членом Папской академии наук (и первой в истории академии женщиной). Иностранный член Французской АН (1989) и Лондонского королевского общества (1995).
Была старейшим членом Сената Итальянской Республики, поддерживала левоцентристскую коалицию.
В 1992 году подписала «Предупреждение человечеству».
Скончалась 30 декабря 2012 года в Риме на 104-м году жизни. Похоронена на Туринском монументальном кладбище в семейной гробнице.

### Семья
- Брат — Джино (Луиджи) Леви-Монтальчини[итал.] (1902—1974), известный архитектор.
- Сестра-близнец — Паола Леви-Монтальчини[итал.] (1909—2000), художница.
- Сестра ─ Нина (Анна) Леви-Монтальчини (1905—2000), ей посвящена автобиографическая книга Риты Леви-Монтальчини «Похвала несовершенству[итал.]» (2000).
- Двоюродная сестра — Эуджения Сачердоте де Лустиг[исп.] (1910—2011), аргентинский учёный-медик; Рита Леви-Монтальчини и Эуджения Сачердоте вместе учились в медицинской школе и вместе работали в исследовательской группе гистолога Джузеппе Леви в Туринском университете (кроме них, в этой же группе работали Сальваторе Лурия и Ренато Дульбеко)[11][12].

## Награды
- 1963 — Max Weinstein Award, United Cerebral Palsy Association[13]
- 1969 — Премия Фельтринелли
- 1974 — William Thomson Wakeman Award, National Paraplegia Foundation
- 1981 — Премия Розенстила
- 1983 — Премия Луизы Гросс Хорвиц, Колумбийский университет
- 1985 — Премия Ральфа Джерарда[нем.]
- 1986 — Премия Альберта Ласкера за фундаментальные медицинские исследования
- 1986 — Нобелевская премия по физиологии или медицине
- 2 июня 1986 — Командор ордена «За заслуги перед Итальянской Республикой»[14]
- 31 октября 1986 — Золотая медаль за заслуги в области школьного образования, культуры и искусства[15]
- 1987 — Национальная научная медаль США
- 8 января 1987 — Кавалер Большого креста ордена «За заслуги перед Итальянской Республикой»[16]
- 1990 — Золотая медаль Высшего совета по научным исследованиям
- 6 июня 2001 — Золотая медаль за заслуги в области науки и культуры[17]
- 2009 — Leonardo da Vinci Award, European Academy of Sciences[англ.] (первый удостоенный)
- Великий офицер ордена Почётного легиона (Франция)[18]